# Ecto-1

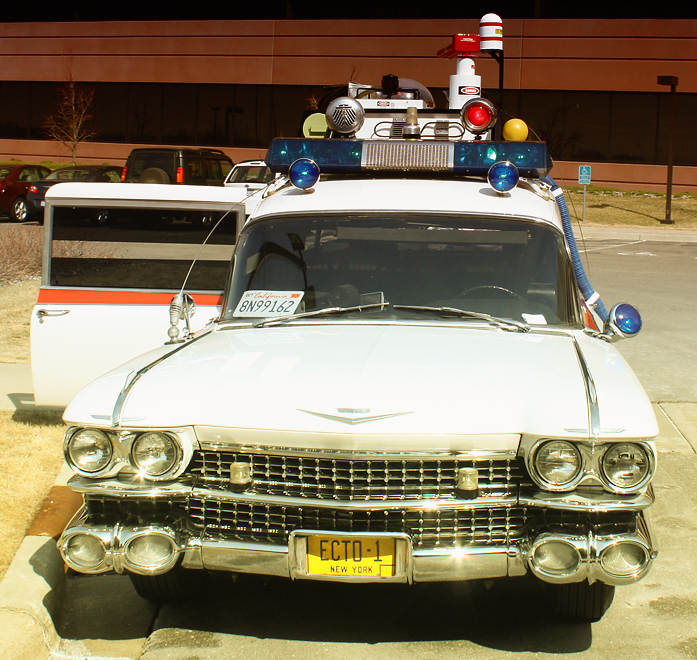
Ecto-1 ou Ectomóvel.

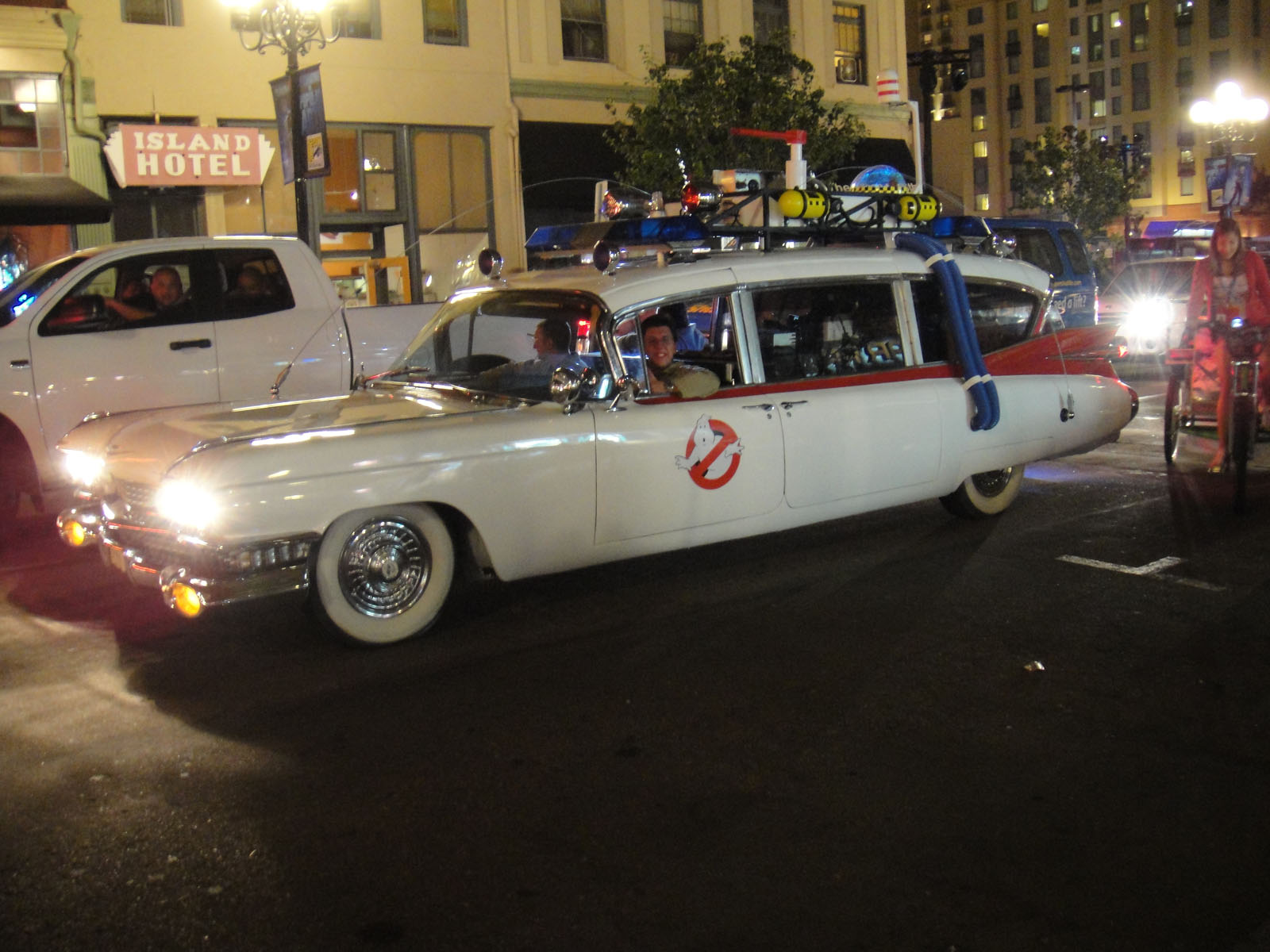
Ecto-1 na cidade de San Diego.

Ectomóvel ou Ecto-1 é a viatura de emergência dos Caça-Fantasmas. Tornou-se um símbolo da franquia, sendo usado no segundo filme, em 1989. Foram usados três Ecto-1 para as gravações.

## Ghostbusters

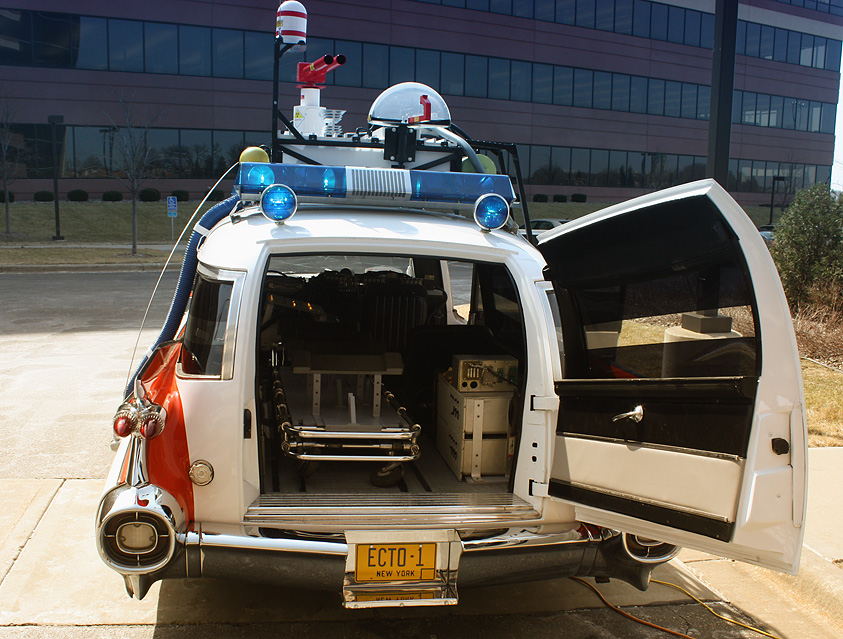
Compartimento para as mochilas de prótons. Nota-se o "jumper" na placa traseira, para facilitar a retirada das mesmas.

Fora comprado pelo dr. Ray Stantz pelo modesto valor de US$4.800, em péssimo estado, mas segundo Stantz, necessitava apenas consertar poucas coisas (forro, anéis de pistão, câmbio, suspensão, freios, setor-de-direção, parte elétrica, silencioso, para-choques e outras bobagens).
Devido às suas habilidades mecânicas, foi capaz de consertar o carro sozinho, sendo que o mesmo repintou (de preto passou a ser branco com detalhes vermelhos) e equipou com os dispositivos de trabalho do grupo.

## Ghostbusters II

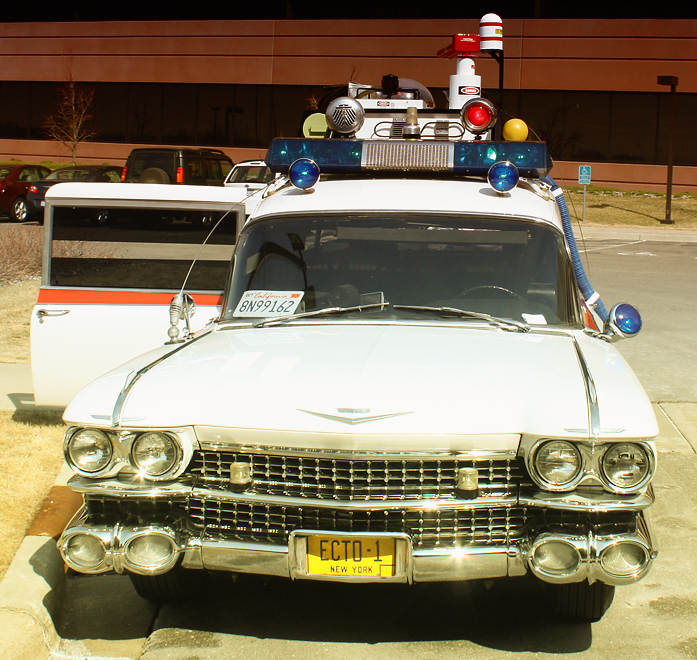

Como o grupo se dispersara, o Ecto-1 ficou em estado de abandono, sendo utilizado para apresentação em festas infantis por Ray Stantz e Winston Zeddemore, sem calotas e com várias avarias. 

## Modelo original
O modelo escolhido para o primeiro filme, é um Cadillac Miller-Meteor Ambulance Fleetwood 1959. A empresa Miller-Meteor era famosa por configurar os modelos da Cadillac, sendo a mesmo a única autorizada pela marca a fazer os serviços.
A empresa fazia station wagons exclusivamente para serem carros funerários ou ambulâncias, mas foram feitos também limousines de mesma carroceria.
A linha Cadillac de 1959, era muito reconhecida por exuberantes rabos-de-peixe, sendo mantidos pela Miller-Meteor nos veículos adaptados. Eram vendidos com motores V8, de 325cv e câmbio automático de 3 marchas, sempre os modelos com mais de 5,5 metros.
Para o filme, Steve Dane foi encarregado da construção da viatura, e não George Barris, que erroneamente é tido como idealizador.
O pré-Ecto-1 (ambulância preta), foi outro veículo, sendo na realidade 4 Cadillacs usados no filme.

## Após o filme
A aparência do modelo no segundo filme era realidade, sendo que durante as gravações, os cineastas foram multados pelo péssimo estado de conservação, sendo que o veículo "morreu" durante a gravação da Ponte do Brooklyn, pois a mesma não possui acostamento e atrapalhava o trânsito. Foram feitos consertos para que o veículo voltasse a funcionar, quando os mesmos eram realizados, foram maquiados alguns veículos para se parecer com o Ecto-1, ou até mesmo evitar imagens de frente, apenas focando os atores dentro do carro.
Já para a sequência do primeiro filme Os Caça-Fantasmas 2, o veículo recebeu um upgrade e ganhou o nome de  "Ecto-1A". A diferença em relação ao modelo anterior fica por conta de novos letreiros e equipamentos, faixas decorativas e adesivos anunciando o retorno, números de telefone e um enorme tanque no teto. O Ecto-1 também aparece no filme Caça-Fantasmas (2016), porém totalmente remodelado.
Com o término das filmagens, o veículo foi abandonado em um terreno da Columbia Pictures, até que uma equipe se encarregou da restauração em 2008. A viatura foi restaurada para que ficasse como no primeiro filme, pois a Columbia iria fazer um leilão. A mesma iniciou, mas logo cancelou pois os lances não passaram de US$ 20 mil. Para a apresentação do Ecto-1 revitalizado, Dan Aykroyd, que interpretava Ray Stantz, foi chamado, e ficou impressionado com a qualidade do serviço.
Uma nova restauração foi encomendada para o lançamento da futura sequência Os Caça Fantasmas: Mais Além.

## Cultura Ghostbusters

Lego Ghostbusters Ecto-1

Miniaturas do modelo são bastante valorizadas, tendo uma grande variedade de marcas e tamanhos, de 1:64 a 1:18. 
A empresa Lego fabricou blocos de montar baseado no Ecto-1, vindo também os bonecos de Venkman, Stantz, Egon e Winston.
A Hot Wheels fabricou um grande número de carrinhos do Ecto-1.